# Stämbandsförlamning
Stämbandsförlamning eller recurrensförlamning är ett tillstånd av förlamning i ett eller båda stämbanden, det vill säga att de inte är så rörliga.
Symtom på stämbandsförlamning är att rösten förändras, antingen i klang (heshet), tonalt (att röstmelodin är instabil) eller i kraft (rösten blir svag). Till följd av förlamningen kan den drabbade få svårt att andas, hosta eller svälja.
Tillståndet kan uppkomma till följd av en lokal nervskada (i nervus laryngeus recurrens), antingen efter t.ex. operation eller efter en infektion, eller vid tryck mot nerven som t.ex. cancer eller aneurysm, men många gånger saknas en förklaring (idiopatisk stämbandsförlamning).